# Puente de la Aurora (Málaga)
El puente de la Aurora, cuya denominación oficial es Puente de Alfonso XIII, es un histórico puente de la ciudad de Málaga, España. Su construcción concluyó en el año 1930, tras dos años de obras.

## Historia
Ya durante el siglo XVII, las frecuentes riadas sufridas por la ciudad se llevaron por delante varios puentes precarios que habían sido construidos para comunicar las zonas de la Trinidad y el Perchel con Puerta Nueva y el centro histórico.
Se fue haciendo necesaria la construcción de un puente sólido y estable, pero los diferentes gobernantes desde Madrid no tomaron consciencia de su urgente necesidad hasta la riada de 1907, en la que los daños materiales y humanos fueron catastróficos. Esos lamentables acontecimientos fueron el empuje definitivo para que se comenzara a considerar la realización del puente, aunque hubo que esperar hasta 1921 para que S.M. Alfonso XIII, en una de sus múltiples visitas a la ciudad, pusiera la primera piedra de la futura construcción. Su coste se estimó en unas 556.323 pesetas, surgiendo complicaciones relacionadas con la naturaleza de los terrenos y la adjudicación de las obras que retrasaron el inicio de las mismas hasta 1928. El ingeniero madrileño José Roibal se hizo cargo de la dirección de la construcción, modificando en parte el proyecto inicial de Manuel Giménez Lombardo, dando por terminado el puente en 1930.
Merece la pena hacer mención a las pruebas de resistencia, que fueron realizadas con sacos de arena, y la prueba en movimiento, con filas de camiones, tanques y apisonadoras. El resultado fue satisfactorio y el puente se abrió al uso civil.